# Gotthilf Hagen

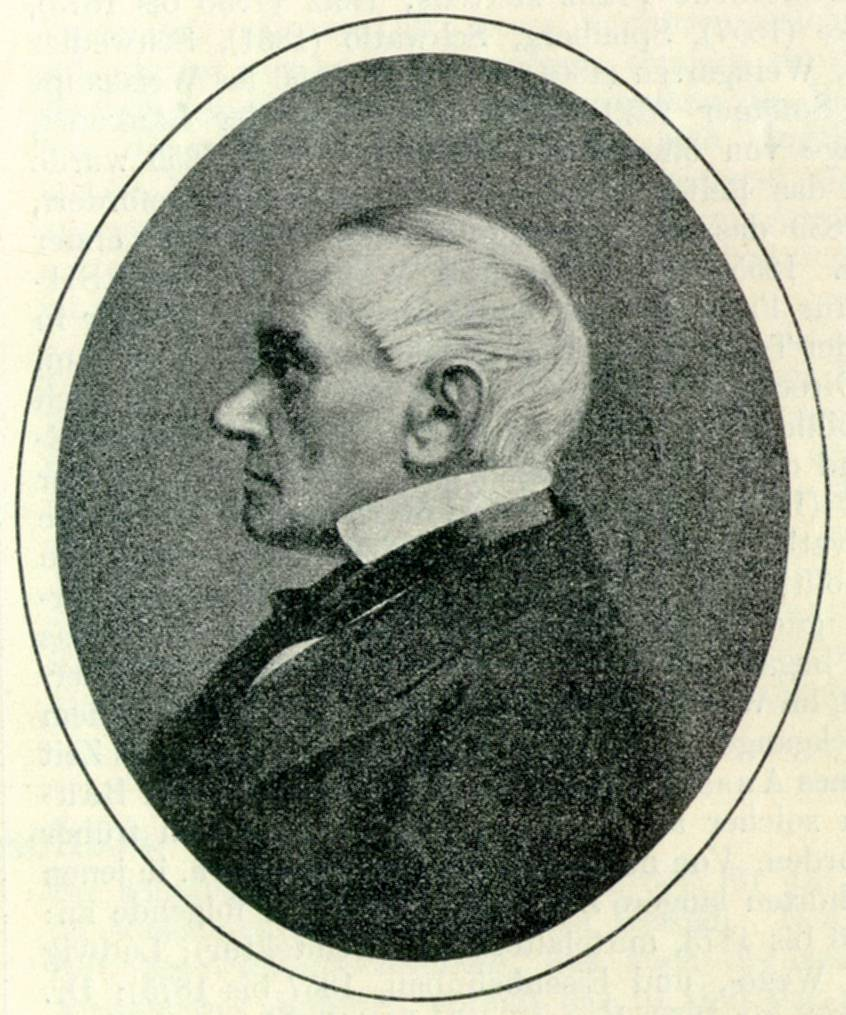
Gotthilf Hagen

Gotthilf Heinrich Ludwig Hagen (* 3. März 1797 in Königsberg, Ostpreußen; † 3. Februar 1884 in Berlin) war ein deutscher Wasserbauingenieur, preußischer Baubeamter und Hochschullehrer.
Seine Beobachtungen und die Resultate seiner Forschungen fanden Niederschlag in über dreißig wissenschaftlichen Publikationen. Er gab das erste in deutscher Sprache erschienene dreibändige Handbuch der Wasserbaukunst (1840–1865) heraus. In der Physik ist er durch das Hagen-Poiseuillesches Gesetz bekannt.

## Leben
Gotthilf Hagen stammte aus der Königsberger Gelehrtenfamilie Hagen. Sein Großvater mütterlicherseits war der Theologe Gotthilf Christian Reccard. Sein Onkel war Karl Gottfried Hagen, der als Professor für Physik und Chemie an der Albertus-Universität Königsberg tätig war. Er wirkte auf Hagens naturwissenschaftliche Ausbildung und Neigungen frühzeitig ein. Mit seinen beiden Cousins, Ernst August Hagen, Professor für Ästhetik und Kunstgeschichte, sowie Carl Heinrich Hagen, Professor für Staatsökonomie an der Albertus-Universität Königsberg, stand er sein Leben lang im regen Kontakt.
Gotthilf Hagen wurde am 3. März 1797 in Königsberg geboren. Nach seinem Schulbesuch studierte er ab 1816 an der Universität seiner Heimatstadt bei dem Ehemann seiner Cousine Johanna Hagen (1794–1885) Friedrich Wilhelm Bessel zunächst Mathematik und Astronomie, wandte sich aber ab 1818 dem Bauwesen zu. Gotthilf Hagen legte 1819 die Landmesserprüfung ab und ging nach dem Abschluss als Baukondukteur in den preußischen Staatsdienst. Dort beschäftigte er sich vor allem mit dem Wasserbau. 1822 bestand er in Berlin das Baumeister-Examen. Bekannt wurde er durch seine Publikationen über diverse Wasserbauwerke, die er während seiner Studienreisen durch Europa besuchte.
1824 wurde er von der Königsberger Kaufmannschaft als Baukondukteur eingestellt. 1825 wechselte er als stellvertretender Regierungs- und Baurat nach Danzig und wurde ein Jahr später als Hafenbauinspektor nach Pillau versetzt, wo er den Hafen- und Deichbau kennenlernte. Seine Methoden zur Dünenbefestigung finden noch heute Anwendung.
1830 wechselte Gotthilf Hagen in die Oberbaudeputation nach Berlin und wurde 1831 zum Oberbaurat ernannt. Von 1834 bis 1849 lehrte er als Dozent für Wasserbau an der dortigen Bauakademie und der Vereinigten Artillerie- und Ingenieurschule. 1837 wurde er Geheimer Oberbaurat und 1838 Vizeoberbaudirektor.
1849 erfolgte seine Berufung als Sachverständiger in die Frankfurter Nationalversammlung, 1850 die Ernennung zum Vortragenden Rat im preußischen Handelsministerium. 1866 wurde er zum Oberbaudirektor im Dezernat Wasserbau und zum Vorsitzenden der technischen Baudeputation befördert, 1869 zum Oberlandesbaudirektor, zu dessen Aufgaben die Überprüfung der großen Wasser- und Hafenbauten zählte. Diese Funktion hatte er bis zu seinem Eintritt in den Ruhestand im Jahr 1875 inne.

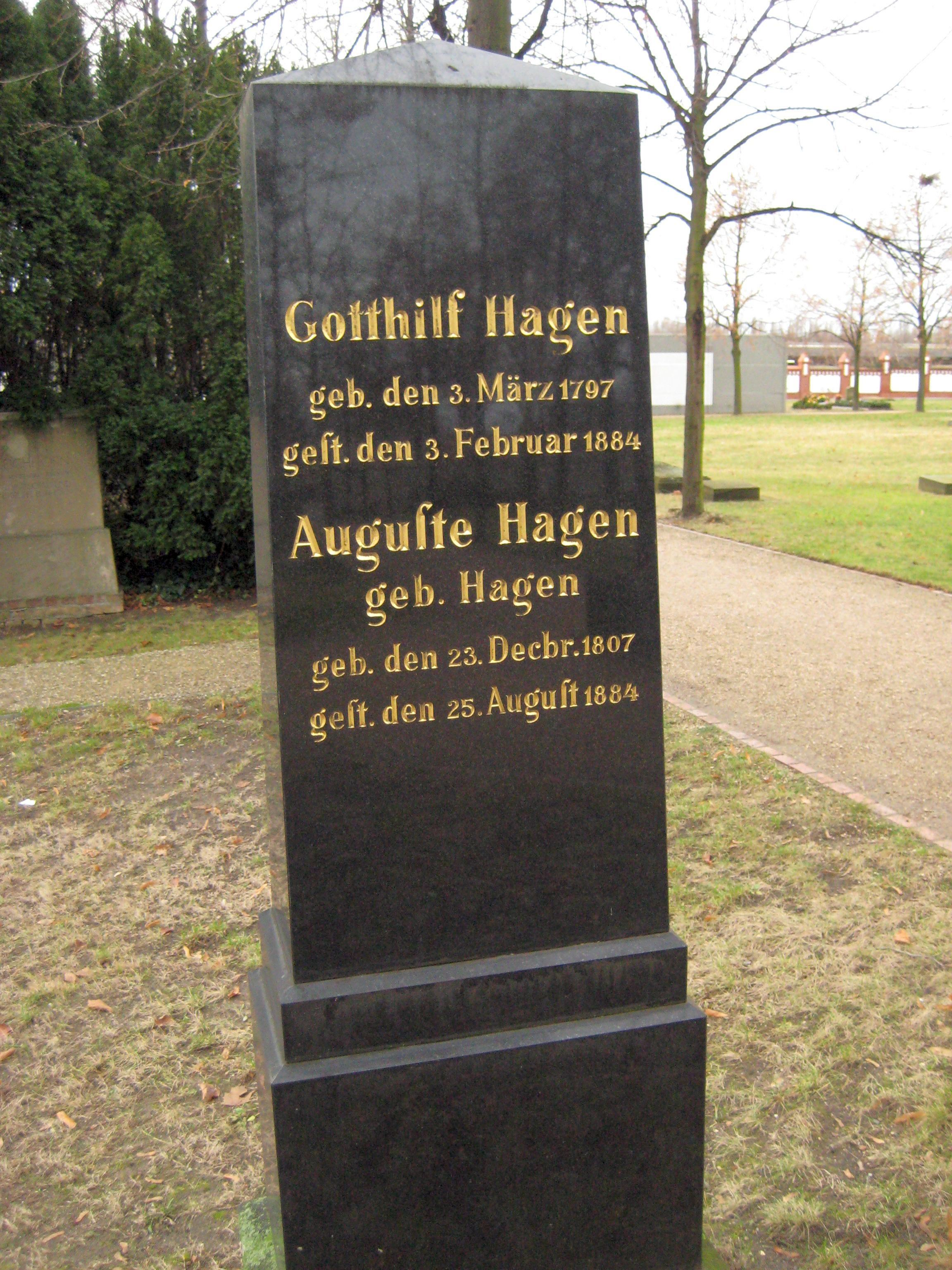
Grabstätte von Gotthilf und Auguste Hagen auf dem Invalidenfriedhof in Berlin

Maßgeblich wirkte er an der Planung des Ausbaus zahlreicher deutscher Flüsse und Häfen mit. So übertrug die preußische Admiralität ihm die Leitung an den Planungen für den „ersten deutschen Kriegshafen an der Jade“, das spätere Wilhelmshaven. Hagen wurde von seiner Tätigkeit im preußischen Handelsministerium beurlaubt und übernahm den Vorsitz der am 8. Juli 1855 gegründeten Hafenbau-Kommission im neuen preußischen Jadegebiet. Nachdem ihn die Entwürfe zweier international bekannter Sachverständiger nicht zufriedenstellten, legte er der preußischen Admiralität am 29. Mai 1856 einen eigenen Hafenentwurf vor. Dieser Hafenentwurf war von großer Weitsicht und Sachverstand geprägt, weil der Entwurf die zunächst noch geringen Anforderungen der preußischen Admiralität erfüllte und doch problemlos Platz für später notwendige Erweiterungen und Ergänzungen berücksichtigte. Der Hagen’sche Hafenplan mit Befestigung und Stadtansiedlung erhielt am 25. Juni 1856 die Zustimmung und Genehmigung durch Kabinettsorder von König Friedrich Wilhelm IV. von Preußen. Nach Abschluss der Planungen kehrte er am 12. August 1856 in das preußische Handelsministerium zurück. Die Umsetzung des Plans erfolgte im darauffolgenden Jahrzehnt mit verschiedenen Änderungen, die sich größtenteils aus der schnellen Weiterentwicklung von Hafen- und Schiffbau ergaben. Der Plan bestimmt noch heute den Grundriss des Stadtkerns von Wilhelmshaven.
Hagen entdeckte 1839 experimentell die Gesetzmäßigkeiten der laminaren Strömung homogener viskoser Flüssigkeiten, die gleichzeitig und unabhängig von ihm auch von dem französischen Arzt Jean Léonard Marie Poiseuille hergeleitet wurden und heute als Hagen-Poiseuillesches Gesetz bekannt sind; auch trug er zur Gewölbetheorie und zur Erddrucktheorie bei.
Am 27. April 1827 heiratete er Auguste (1806–1884), mit der er zwei Töchter und fünf Söhne hatte. Sein Sohn Ludwig Hagen folgte dem Vater beruflich, wurde außerordentlicher Professor für See- und Hafenbau in Berlin und übernahm 1876 das bis dahin vom Vater geleitete Dezernat. Gotthilf Hagen starb am 3. Februar 1884 in Berlin, wo er auf dem Invalidenfriedhof beerdigt wurde.

## Schriften (Auswahl)
- Grundzüge der Wahrscheinlichkeitsrechnung. Dümmler, Berlin 1837. 2. Auflage, Ernst & Korn, Berlin 1867. (Digitalisat)
- Über die Oberfläche der Flüssigkeiten. Akademie der Wissenschaften, Berlin 1845. (Digitalisat)
- Handbuch der Wasserbaukunst
  - Teil I: Die Quellen. 2. Auflage, Königsberg 1853. (Digitalisat)
  - Teil II: Die Ströme.
    - Band 1: Uferschälungen, Strombauten und Schiffahrts-Canäle. 3. Auflage, Berlin 1871. (Digitalisat)
    - Band 2, 2. Auflage, Königsberg 1854. (Digitalisat)
    - Band 2,3: (Digitalisat)

  - Teil III: Das Meer.
    - Seeufer- und Hafen-Bau.
      - Band 1. Berlin 1863. (Digitalisat)
      - Band 2. Berlin 1863. (Digitalisat)
      - Band 3. Berlin 1864. (Digitalisat)
      - Band 4. Berlin 1865. (Digitalisat)

## Ehrungen

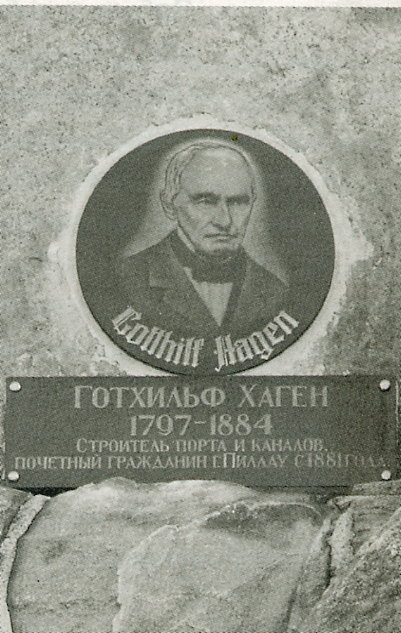
Detailansicht des Denkmals in Pillau/Baltijsk

Am 7. April 1842 wurde er auf Vorschlag von Alexander von Humboldt zum Mitglied der Preußischen Akademie der Wissenschaften gewählt. Im darauffolgenden Jahr verlieh ihm die Rheinische Friedrich-Wilhelms-Universität Bonn für seine wissenschaftliche Tätigkeit die Ehrendoktorwürde. Am 2. Mai 1883 wurde ihm als Erstem die Medaille für Verdienste um das Bauwesen in Gold verliehen.

## Denkmäler und Benennungen
- Die Stadt Pillau errichtete nach dem Tod von Gotthilf Hagen ein Denkmal zu seinen Ehren, das im heutigen Baltijsk noch erhalten ist. Es wurde um einen russischen Text ergänzt und wird heute von der russischen Marine gepflegt.
- In Wilhelmshaven wurde 2007 der Gotthilf-Hagen-Platz eingeweiht, auf dem eine Plastik zu Ehren von Gotthilf Hagen des Wilhelmshavener Künstlers Hartmut Wiesner steht. Die Plastik wurde der Stadt vom Wilhelmshavener Heimatverein „Die Boje“ gestiftet.
- Das 1959 gebaute Lotsenstationsschiff „Gotthilf Hagen“ trug seinen Namen.
- Nach Gotthilf Hagen wurde die Hagen-Zahl benannt.